# Treignat
Treignat település Franciaországban, Allier megyében. Lakosainak száma 416 fő (2022. január 1.). Treignat Archignat, Saint-Sauvier, Leyrat, Nouhant és Soumans községekkel határos.

## Népesség
A település népessége az elmúlt években az alábbi módon változott:
| Lakosok száma | 738  | 575  | 531  | 455  | 452  | 435  | 396  | 384  | 379  | 416  |
|               | 1968 | 1982 | 1990 | 2006 | 2013 | 2015 | 2017 | 2019 | 2020 | 2022 |